# Adjakbeek
Adjakbeek, Zweeds Adjakjira of Ádjaknjira, is een rivier in het noorden van Zweden en stroomt door de gemeente Kiruna. De Adjakrivier ontstaat op dezelfde plaats, maar volgt daarna een andere weg. Het water komt van de zuidelijke helling van de berg de Adjakberg. De rivier is ongeveer vijf kilometer lang, stroomt naar het oosten, mondt in het meer van het Geargedal uit en voedt daardoor de Tjuolmarivier.
Op dezelfde hellingen ontstaat de Adjakrivier.
Afwatering: Adjakbeek → meer van het Geargedal → Tjuolmarivier → Niusakrivier → Torneträsk → Torne älv → Botnische Golf